# Kaoru Yachigusa
Kaoru Yachigusa (八千草 薫, Yachigusa Kaoru), née dans la préfecture d'Osaka le 6 janvier 1931 et morte le 24 octobre 2019 à Tokyo, est une actrice japonaise. Son vrai nom est Hitomi Matsuda (松田 瞳, Matsuda Hitomi) puis Hitomi Taniguchi (谷口 瞳, Taniguchi Hitomi) après son mariage avec le réalisateur Senkichi Taniguchi en 1957.

## Biographie
Kaoru Yachigusa nait le 6 janvier 1931 dans la préfecture d'Osaka, elle a deux ans lorsque son père meurt. Sa maison est incendiée lors d'un raid aérien en août 1945, une semaine avant la fin de la Seconde Guerre mondiale, elle a alors 14 ans. Sa poupée bien-aimée est réduite en cendres et elle écrira plus tard « j'ai eu l'impression d'être moi-même brûlée ».

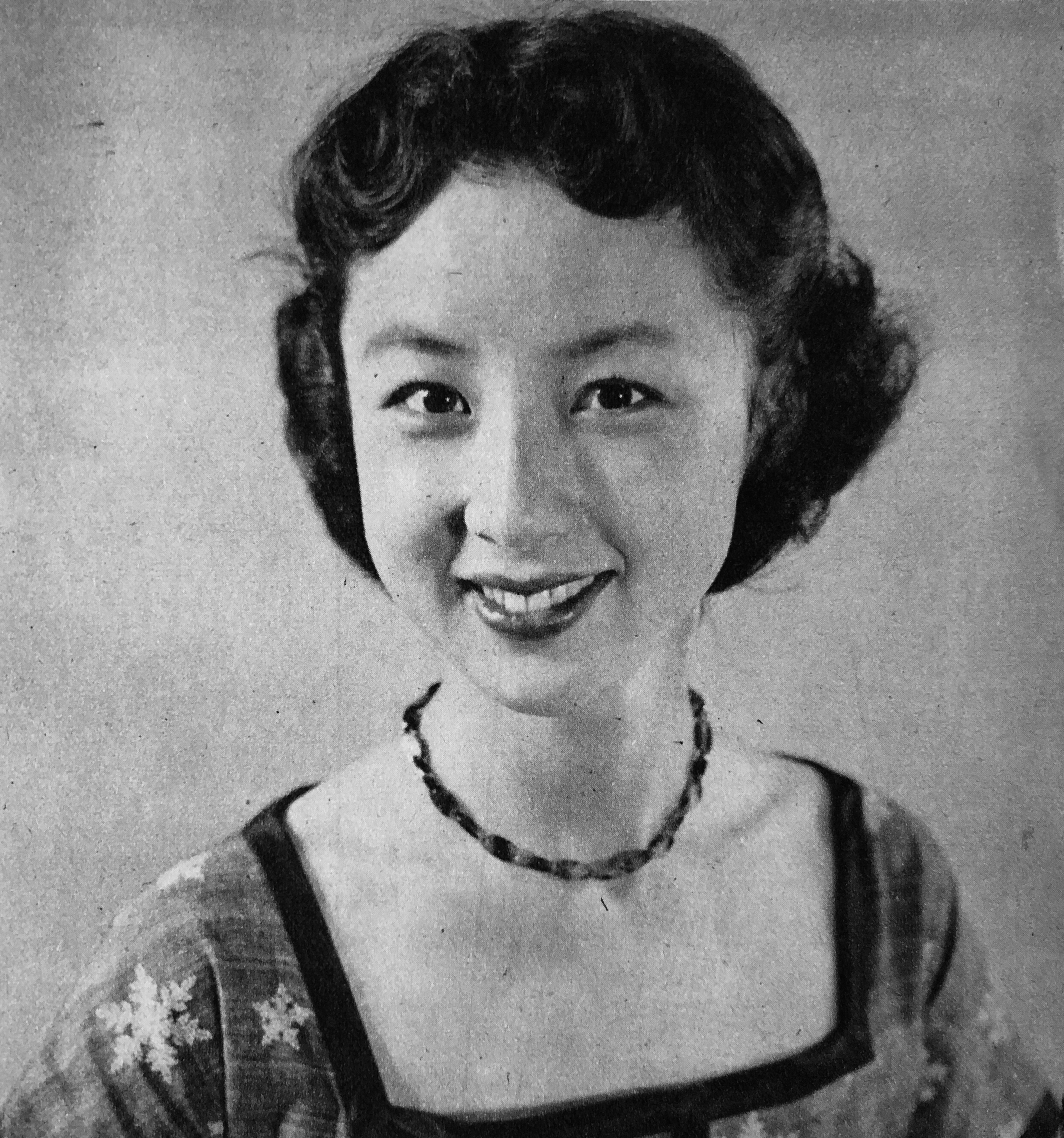
Kaoru Yachigusa en 1954.

En dépit d'un naturel réservé, Kaoru Yachigusa aspire à devenir actrice et réalise son rêve en intégrant la revue Takarazuka en 1947. Elle fait ses débuts au cinéma en 1951. Elle se fait remarquer pour son interprétation du rôle d'Otsu aux côtés de Toshirō Mifune dans la trilogie que Hiroshi Inagaki consacre à Miyamoto Musashi (La Légende de Musashi en 1954, Duel à Ichijoji en 1955 et La Voie de la lumière en 1956) et elle est également choisie pour interpréter le rôle de Madame Butterfly, une adaptation italo-japonaise de l'opéra de Giacomo Puccini réalisée par Carmine Gallone.
Elle apparait dans de nombreux films, séries télévisées et pièces de théâtre où elle incarne le plus souvent des personnages de jeunes filles douces et obéissantes puis des figures maternelles idéales, la série télévisée Kishibe no arubamu en 1977 lui permet toutefois de changer de registre avec un rôle de femme mariée ayant une liaison avec un homme plus jeune.
Décorée de la médaille au ruban pourpre en 1997 ainsi que de l'ordre du Soleil levant de quatrième classe en 2003, Kaoru Yachigusa est encore active à 80 ans passés, sa carrière court sur sept décennies.
Son époux, le réalisateur Senkichi Taniguchi meurt en octobre 2007, ils étaient mariés depuis 1957.
En février 2019, elle annonce être atteinte d'un cancer pour lequel elle suit un traitement. Elle meurt le 24 octobre 2019 à l'âge de 88 ans dans un hôpital de Tokyo des suites d'un cancer du pancréas,,,.

## Filmographie

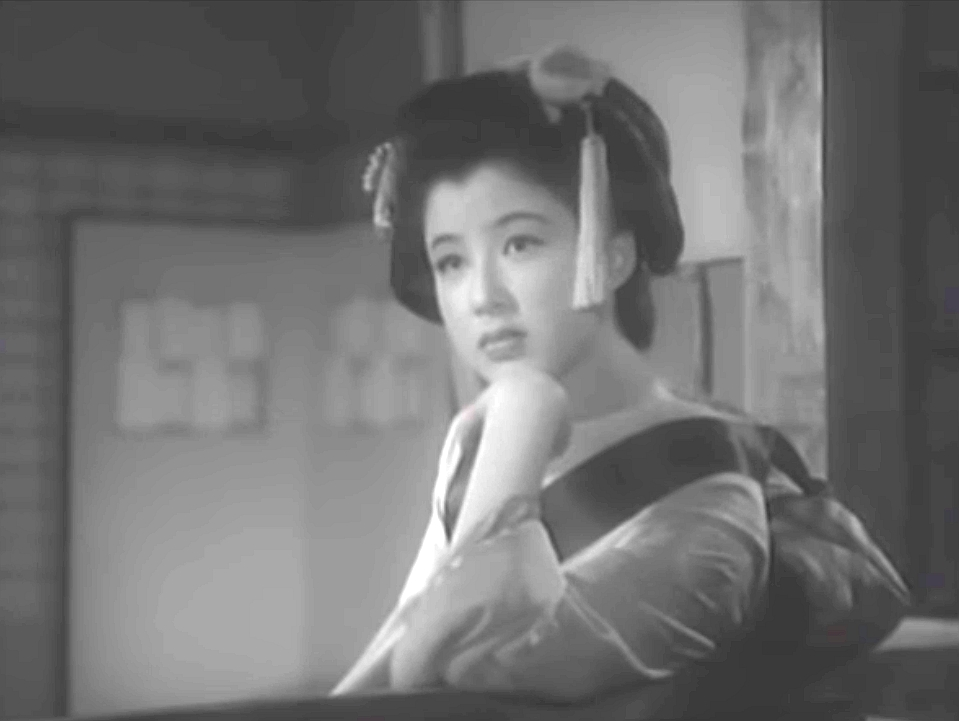
Kaoru Yachigusa dans Voyage sous la brise (1953).

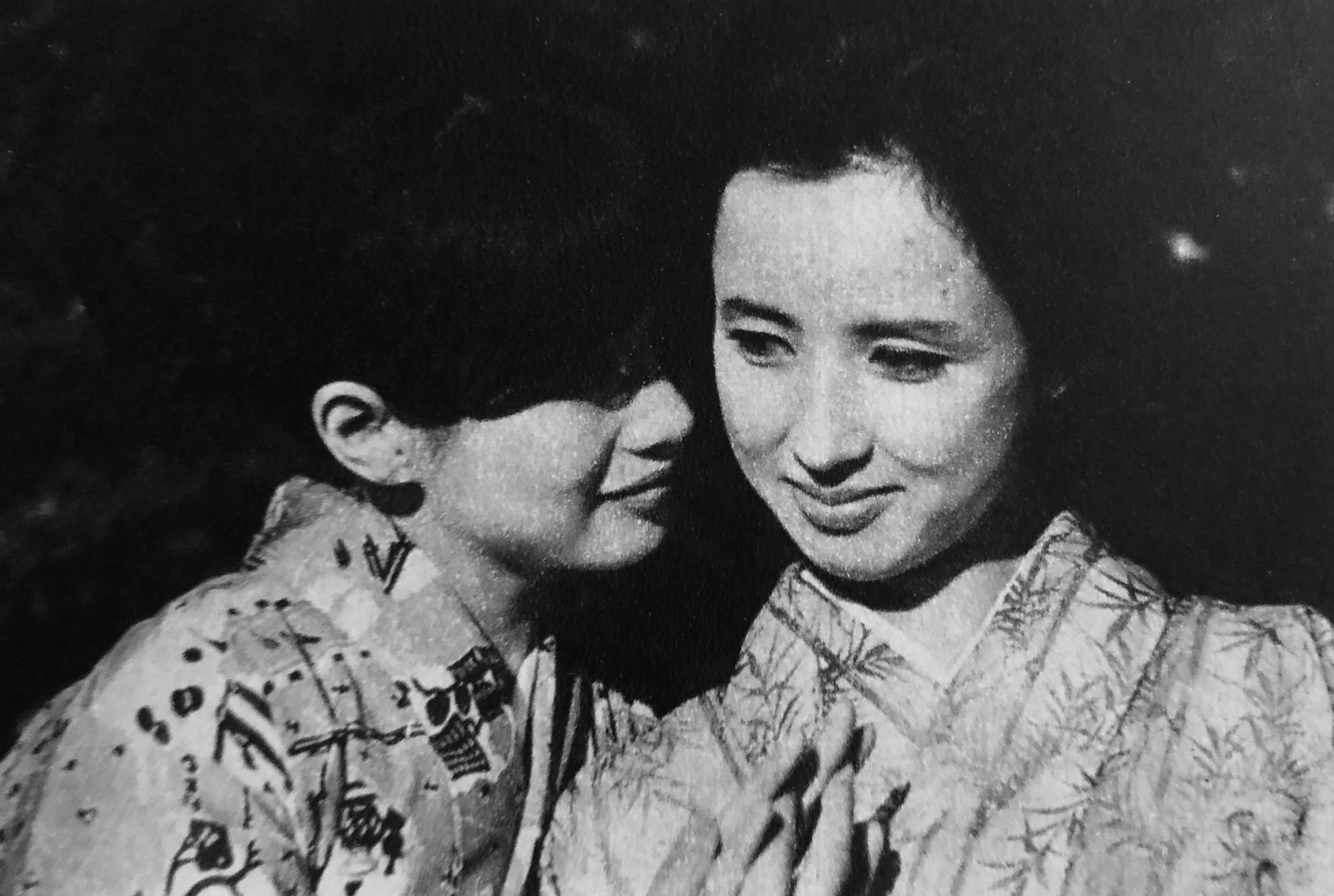
Mariko Kaga et Kaoru Yachigusa dans Tristesse et Beauté (1965).

### Au cinéma
- 1951 : Madame Takarazuka (宝塚夫人, Takarazuka fujin?) de Motoyoshi Oda
- 1951 : Mokka ren'ai-chū (目下恋愛中?) de Kunio Watanabe
- 1952 : Mukashibanashi horumon monogatari (昔話ホルモン物語?) de Rokuya Uchimura
- 1953 : Ichitō shain: Santō jūyaku kyōdai hen (一等社員 三等重役兄弟篇?) de Kōzō Saeki
- 1953 : Sen-hime (千姫?) d'Akira Nobuchi
- 1953 : Monsieur Pû (プーサン, Pū-san?) de Kon Ichikawa
- 1953 : Voyage sous la brise (旅はそよ風, Tabi wa soyokaze?) de Hiroshi Inagaki
- 1953 : Kinsan torimonochō: Nazo no ningyōshi (金さん捕物帖 謎の人形師?) de Nobuo Nakagawa
- 1953 : Kappa rokujūshi (かっぱ六銃士?) de Torajirō Saitō
- 1953 : Kenka kago (喧嘩駕籠?) de Taizō Fuyushima (ja)
- 1953 : Feux pour attirer les moustiques (誘蛾燈, Yūgatō?) de Kajirō Yamamoto
- 1954 : Koyoi hito yoru o (今宵ひと夜を?) de Yasuki Chiba
- 1954 : Wakai hitomi (若い瞳?) de Hideo Suzuki
- 1954 : La Légende de Musashi (宮本武蔵, Miyamoto Musashi?) de Hiroshi Inagaki : Otsu
- 1954 : Madame Butterfly (Madama Butterfly) de Carmine Gallone : Madame Butterfly
- 1955 : Duel à Ichijoji (続宮本武蔵 一乗寺の決闘, Zoku Miyamoto Musashi: Ichijōji no kettō?) de Hiroshi Inagaki : Otsu
- 1955 : Natsume Soseki no Sanshiro (夏目漱石の三四郎?) de Nobuo Nakagawa
- 1956 : Hesokuri shachō (へそくり社長?) de Yasuki Chiba
- 1956 : La Voie de la lumière (宮本武蔵完結編 決闘巌流島, Miyamoto Musashi kanketsuhen: Kettō Ganryūjima?) de Hiroshi Inagaki : Otsu
- 1956 : Rangiku monogatari (乱菊物語?) de Senkichi Taniguchi
- 1956 : Zoku hesokuri shachō (続へそくり社長?) de Yasuki Chiba
- 1956 : Aijō no kessan (愛情の決算?) de Shin Saburi
- 1956 : L'Étrange amour de la femme blanche (白夫人の妖恋, Byaku fujin no yoren?) de Shirō Toyoda
- 1956 : Jun'ai (殉愛?) de Hideo Suzuki
- 1956 : Yonimo omoshiroi otoko no isshō: Katsura Harudanji (世にも面白い男の一生 桂春団治?) de Keigo Kimura
- 1957 : Pays de neige (雪国, Yukiguni?) de Shirō Toyoda : Yōko
- 1957 : Ikiteiru Koheiji (生きている小平次?) de Nobuo Aoyagi
- 1957 : Atarashī sebiro (新しい背広?) de Masanori Kakei (ja)
- 1958 : Zenigata Heiji torimono hikae: Hachinin no hanayome (銭形平次捕物控 八人の花嫁?) de Katsuhiko Tasaka (en)
- 1958 : Jours de congé à Tokyo (東京の休日, Tōkyō no kyūjitsu?) de Kajirō Yamamoto
- 1958 : Gendai mushuku (現代無宿?) de Tatsuo Ōsone
- 1958 : Nezumi Kozo part en voyage (旅姿鼠小僧, Tabisugata Nezumi Kozō?) de Hiroshi Inagaki
- 1958 : Kenka taiheiki (喧嘩太平記?) de Shigehiro Ozawa
- 1958 : Dai Edo sen ryōsai (大江戸千両祭?) de Nobuo Aoyagi
- 1958 : Nuregami kenpō (濡れ髪剣法?) de Bin Katō (ja)
- 1958 : Yajikita dōchū sugoroku (弥次喜多道中記夫婦篇 弥次喜多道中双六?) de Yasuki Chiba
- 1959 : Gurama-tō no yūwaku (グラマ島の誘惑?) de Yūzō Kawashima
- 1959 : Le Singe-pèlerin (孫悟空, Songokū?) de Kajirō Yamamoto
- 1959 : Mori no Ishimatsu yūrei dōchū (森の石松幽霊道中?) de Kōzō Saeki
- 1959 : Yari hitosuji Nippon hare (槍一筋日本晴れ?) de Nobuo Aoyagi
- 1960 : The Human Vapor (ガス人間第1号, Gasu ningen daiichigō?) d'Ishirō Honda
- 1963 : Nouvelle relation matrimoniale (新・夫婦善哉, Shin meoto zenzai?) de Shirō Toyoda
- 1964 : Kon'nichiwa akachan (こんにちは赤ちゃん?) de Shūe Matsubayashi
- 1964 : Danchi: Nanatsu no taizai (団地七つの大罪?) de Yasuki Chiba et Masanori Kakei (ja)
- 1965 : Samouraï (侍, Samurai?) de Kihachi Okamoto : Mitsu
- 1964 : La Légende des yakuzas (日本侠客伝, Nihon kyōkakuden?) de Masahiro Makino
- 1965 : Tristesse et beauté (美しさと哀しみと, Utsukushisa to kanashimi to?) de Masahiro Shinoda
- 1965 : Shinobi no mono: Iga-yashiki (忍びの者 伊賀屋敷?) de Kazuo Mori
- 1965 : Akumyō muteki (悪名無敵?) de Tokuzō Tanaka
- 1966 : Daisatsujin orochi (大殺陣 雄呂血?) de Tokuzō Tanaka
- 1967 : Deux sœurs mélancoliques à Kyoto (古都憂愁 姉いもうと, Koto yūshū: Ane imōto?) de Kenji Misumi : Shima
- 1971 : Asagiri (朝霧?) de Kenji Yoshida
- 1972 : C'est dur d'être un homme : Rêve éveillé (男はつらいよ 寅次郎夢枕, Otoko wa tsurai yo: Torajirō yumemakura?) de Yōji Yamada : Chiyo
- 1974 : Cache-cache pastoral (田園に死す, Den'en ni shisu?) de Shūji Terayama
- 1975 : Afurika no tori (アフリカの鳥?) de Tadahiko Isomi
- 1976 : Zone stérile (不毛地帯, Fumō chitai?) de Satsuo Yamamoto
- 1976 : Hoshi to arashi (星と嵐?)
- 1978 : Burū Kurisumasu (ブルークリスマス?) de Kihachi Okamoto
- 1979 : Eireitachi no oenka: saigo no sōkeisen (英霊たちの応援歌?) de Kihachi Okamoto
- 1987 : Hachiko (ハチ公物語, Hachikō monogatari?) de Seijirō Kōyama : Shizuko Ueno
- 1992 : Itsuka dokokade (いつか　どこかで?) de Kazumasa Oda
- 1996 : Miyazawa Kenji sono ai (宮澤賢治 －その愛－?) de Seijirō Kōyama
- 2000 : Tengoku made no hyaku mairu (天国までの百マイル?) de Yoshiki Hayakawa
- 2001 : Satorare (サトラレ?) de Katsuyuki Motohiro
- 2003 : Ashura no gotoku (阿修羅のごとく?) de Yoshimitsu Morita
- 2005 : Kōshōnin Mashimo Masayoshi (交渉人 真下正義?) de Katsuyuki Motohiro
- 2007 : Shaberedomo shaberedomo (しゃべれどもしゃべれども?) de Hideyuki Hirayama
- 2007 : Kimi ni shika kikoenai (きみにしか聞こえない?) de Tatsuya Hagishima
- 2008 : Flavor of Happiness (しあわせのかおり, Shiawase no kaori?) de Mitsuhiro Mihara
- 2009 : Gama no abura (ガマの油?) de Kōji Yakusho
- 2009 : Cher docteur (ディア・ドクター, Dia dokutā?) de Miwa Nishikawa : Kaduko Torikai
- 2009 : Hikidashi no naka no rabu retā (引き出しの中のラブレター?) de Shin'ichi Miki
- 2011 : Nichirin no isan (日輪の遺産?) de Kiyoshi Sasabe
- 2012 : Ashita ni kakeru ai (明日に架ける愛?) de Hideyuki Katsuki (ja)
- 2012 : Tsunagu (ツナグ?) de Yūichirō Hirakawa (ja)
- 2013 : Fune o amu (舟を編む?) de Yūya Ishii : Chie Matsumoto
- 2013 : Kujikenaide (くじけないで?) de Yoshihiro Fukagawa (en)
- 2015 : Yuzuriha no koro (ゆずり葉の頃?) de Mineko Okamoto

### À la télévision
(sélection)
- 1977 : Un album sur la berge (岸辺のアルバム, Kishibe no arubamu?) (série TV)
- 2004 : Itoshi Kimi e ~ To The One I Love ~ (愛し君へ?) (série TV)

## Doublage
- 2004-2005 : Agatha Christie's Great Detectives Poirot and Marple (アガサ·クリスティーの名探偵ポワロとマープル, Agasa Kurisutī no meitantei Powaro to Māpuru?) (série d'animation) : Miss Marple (voix)
- 2014 : L'île de Giovanni (ジョバンニの島, Joban'ni no shima?) de Mizuho Nishikubo : Sawako âgée (voix)

## Distinctions
Sauf indication contraire, les informations mentionnées dans cette section peuvent être confirmées par la base de données cinématographiques IMDb,  présente dans la section « Liens externes ».

### Décorations
- Récipiendaire de la médaille au ruban pourpre en 1997[7]
- Récipiendaire de l'ordre du Soleil levant en 2003 (quatrième classe)[7]

### Récompenses
- 1965 : prix de la meilleure actrice dans un second rôle à l'Asia-Pacific Film Festival pour Tristesse et beauté
- 2003 : Nikkan Sports Film Award de la meilleure actrice dans un second rôle pour Ashura no gotoku
- 2004 : prix Kinuyo Tanaka[8],[9]
- 2009 : Hōchi Film Award de la meilleure actrice dans un second rôle pour Gama no abura, Cher docteur et Hikidashi no naka no rabu retā
- 2010 : prix Mainichi de la meilleure actrice dans un second rôle pour Cher docteur[10]
- 2010 : grand prix spécial au festival du film de Yokohama[11]

### Nomination
- 2004 : prix de la meilleure actrice dans un second rôle à la Japan Academy Prize pour Ashura no gotoku